# Fiesta COVID-19

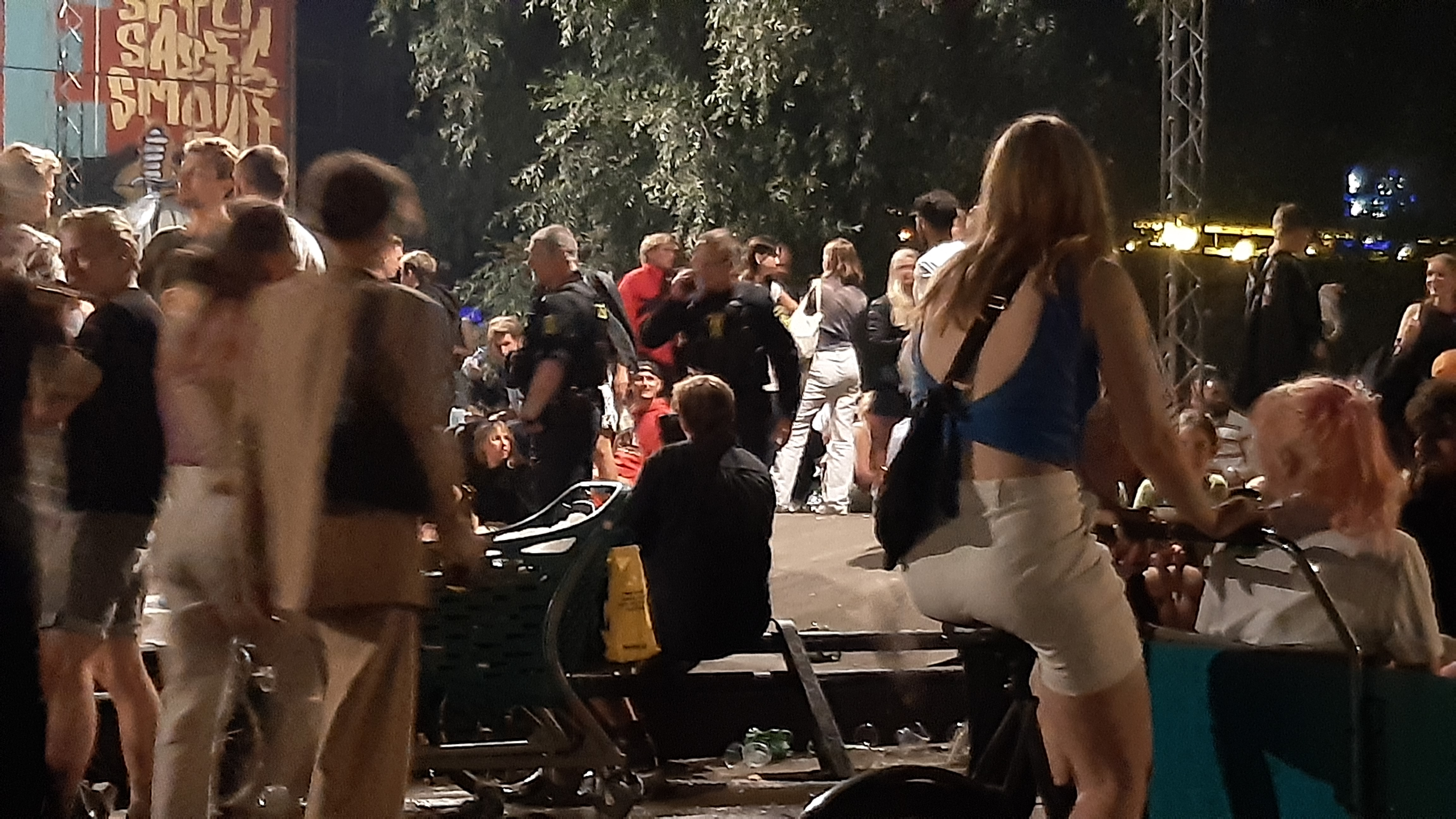
Policías haciendo un control callejero tras reportarse jóvenes haciendo caso omiso a las restricciones sanitarias en Copenhague, 2020.

Una fiesta COVID-19, también llamada fiesta COVID, fiesta del coronavirus, fiesta de corona o coronafiesta, hace referencia a una supuesta actividad social en la que un grupo de personas se reúne con la intención de contagiarse por la enfermedad del virus SARS-CoV-2. A pesar de ser reportadas ampliamente por los medios, se cuestiona la existencia de este fenómeno, siendo descritas como una leyenda urbana.

## Casos
El gobernador de Kentucky, Andy Beshear, informó que los jóvenes participaban en fiestas y daban positivo por COVID-19. Dijo que "Los fiesteros se reunieron intencionalmente 'pensando que eran invencibles' y desafiaron deliberadamente la guía estatal para practicar el distanciamiento social". Esta fiesta no tenía por objetivo infectarse intencionalmente.
El 6 de mayo de 2020, en el condado de Walla Walla (estado de Washington) al menos 25 personas le dijeron que habían estado en una fiesta COVID, intentando contraer COVID-19. Funcionarios de salud se retractaron de la afirmación un día después, diciendo que no hubo fiestas COVID intencionales.
El 1 de julio de 2020, en el estado de Alabama se informó de la realización de varias fiestas en diversos condados. La Universidad de Alabama no encontró evidencia de las fiestas, siendo el origen una serie de rumores de segunda mano.
El 11 de julio de 2020, se confirmó el fallecimiento de un hombre de 30 años en San Antonio (Texas) por coronavirus. Asistió a una fiesta COVID-19, donde lo contrajo, manteniendo la idea conspiranoica de que el virus era un engaño. La historia fue imposible de verificar. El hospital no identificó al hombre y no hubo pruebas de la existencia de la fiesta.
Este tipo de actividades se asemeja mucho a una práctica polémica llamada Bugchasing (contagiarse adrede de una enfermedad). 